# Tomàs de Rocabertí-Boixadors Dameto i de Verí
Tomàs de Rocabertí-Boixadors Dameto i de Verí (Palma, Mallorca, 1840 - 1898) fou el 12è comte de Peralada, 37è vescomte de Rocabertí, 11è comte de Savallà (des de 1887), 10è marquès d'Anglesola i 10è marquès de Bellpuig, entre altres títols menors, amb grandesa d'Espanya.

## Biografia

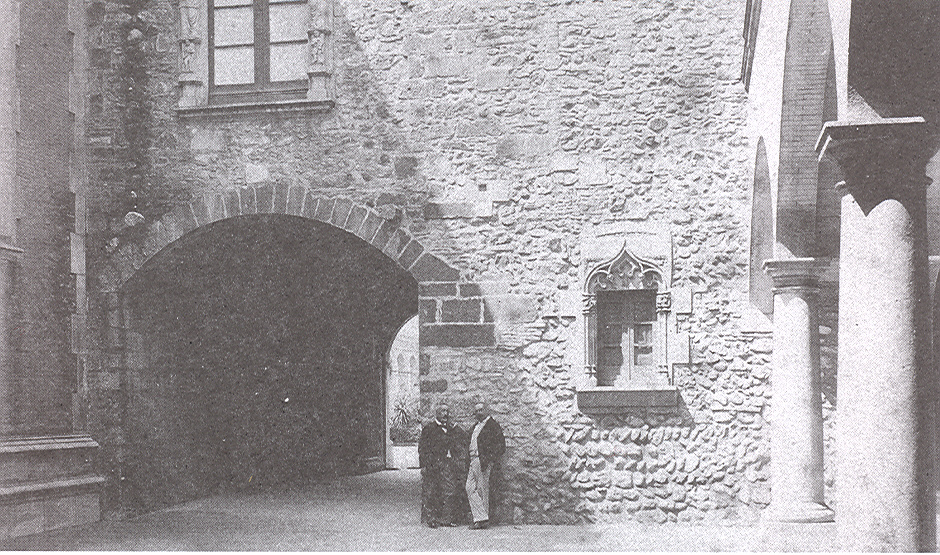
Tomàs i Antoni de Rocabertí al pati del castell de Peralada (abans de 1887)

Fill de Francesc Xavier de Rocabertí-Boixadors Dameto (mort el 1875) i de Margarida de Verí i de Salas.
En morir el pare, els títols corresponien a Antoni, el seu germà gran, però, per la seva poca disposició a casar-se, els cedí a Tomàs, tot reservant-se només els de comte de Savallà i maestrant de València.
Estudià a l'Institut Balear de Palma, adscrit a la Universitat de Barcelona, on obtingué el títol d'enginyer de mines.
Com el seu germà Antoni, residí inicialment a Mallorca i a París, entre altres indrets, i viatjà sovint.
El 1875, els germans Antoni, Tomàs i Joana-Adelaida decidiren traslladar-se a Peralada, centre dels dominis familiars a l'Alt Empordà, i col·laboraren estretament en una notable tasca de mecenatge, molt important per a la Peralada de l'època, en la qual no és fàcil distingir l'aportació de cadascun d'ells. A Tomàs, com a enginyer que era, li és atribuïda la restauració i ampliació de l'antic castell dels Rocabertí i l'annex convent del Carme, que havien adquirit després de la desamortització, d'acord amb el romanticisme arquitectònic neomedieval llavors en voga, sobretot a França. També es creu que li és deguda la construcció dels jardins del palau, de gust romàntic i que, restaurats, encara es conserven. Anys més tard (1893-1899), Tomàs i la seva germana Joana-Adelaida van fer reconstruir el castell de Requesens, al nord de la comarca, amb els mateixos criteris.
En canvi, Antoni, advocat, home de lletres i reconegut admirador de Verdaguer, sembla que fou el fundador d'una Escola de Primeres Lletres gratuïta (coneguda com l'Escola de Palaci), en la qual es combinava l'ensenyament bàsic amb les arts i oficis, les arts plàstiques, el teatre, la música, la gimnàstica i la jardineria. També hi fundà un teatre, un cor, la cobla la Principal de Peralada i la Biblioteca del Palau de Peralada, amb 13.000 volums.
Amb la mort d'Antoni (1887), Tomàs, que heretà els títols que aquell s'havia reservat, s'instal·là definitivament a Peralada i assumí i mantingué les iniciatives culturals del seu germà.
Com a gran d'Espanya, fou senador per dret propi (1878-1898), si bé sense gaire activitat. Políticament, era pròxim a l'ala més conservadora del partit liberal.
Afeccionat a la fotografia, les seves instantànies es compten entre les primeres efectuades a l'Alt Empordà.
També residí a Barcelona i a Mallorca, on, com a Catalunya, tenia importants propietats rústiques i urbanes.
Com el seu germà Antoni, no es casà. El succeí la seva germana Joana-Adelaida de Rocabertí-Boixadors Dameto i de Verí (Palma, 1838-Requesens, 1899), casada des de 1856 amb Ramon Despuig i Fortuny, 8è comte de Montenegro i 10è de Montoro. Morta sobtadament, en circumstàncies mai no aclarides, després d'un sorollós plet, els títols passaren al seu cosí Joan Miquel de Sureda i als seus descendents i hereus (els Fortuny el 1912 i els Montaner el 1973), i el patrimoni al nebot del seu marit Ferran Truyols i Despuig, marquès de la Torre i als seus descendents, tots de Mallorca.